# Ymer (nordisk mytologi)
 For alternative betydninger, se Ymer. (Se også artikler, som begynder med Ymer)
Ymer (norrønt Ymir eller Aurgelmir) findes ved skabelsen i nordisk mytologi. Her er Ymer urjætten, der fødte de første jætter. Ifølge Snorri Sturlusons lærebog for skjalde, Edda, blev Ymer dræbt af Odin, Vile og Ve. Verden blev skabt af hans krop.
- Kødet blev til jorden
- Blodet til verdenshavet
- Hans knogler til bjergene
- Tænderne til sandet og stenene
- Håret blev til skovene
- Hjernen til skyerne
- Hjerneskallen til himmelhvælvingen.

I eddadigtene Grímnismál, Vafþrúðnismál og Vølvens Spådom fra den ældre Edda optræder Ymer også i forbindelse med verdens skabelse, men denne version adskiller sig på en række punkter fra Snorris lærde kristne gendigtning.
Den danske billedhugger Kai Nielsen skabte i 1912 skulpturen Ymerbrønden, der viser Ymer diende urkoen Audhumbla. 
Surmælksproduktet ymer er opkaldt efter jætten.